# TPマゼンベ
トゥ・ピソン・マゼンベ（Tout Puissant Mazembe）は、コンゴ民主共和国の都市ルブンバシを本拠地とするサッカークラブチームである。CAFチャンピオンズリーグで5回優勝しており、これはコンゴ民主共和国勢としては最多である。1967年にはトレブルを達成している。

## 歴史
1967年および1968年にCAFチャンピオンズリーグを連覇を果たし、1969年および1970年には準優勝した。
2009年には3度目のCAFチャンピオンズリーグ優勝を果たし、FIFAクラブワールドカップに出場した。準々決勝で浦項スティーラース（韓国）と対戦して1-2で敗れ、続く5位決定戦ではオークランド・シティFC（ニュージーランド）と対戦したが3-2で敗れて6位に終わった。
2010年にはCAFチャンピオンズリーグを連覇し、2年連続でFIFAクラブワールドカップに出場した。準々決勝では北中米カリブ海王者のCFパチューカ（メキシコ）に1-0で勝利し、準決勝で南米王者のSCインテルナシオナル（ブラジル）に2-0で勝利して、ヨーロッパ王者と南米王者以外で初の決勝進出を決めたが、決勝戦ではヨーロッパ王者のインテル（イタリア）に0-3で敗れて準優勝に終わった。
CAFチャンピオンズリーグ2011では予備予選で敗退してしまい、3連覇はならなかった。しばらく優勝から遠ざかっていたが、CAFチャンピオンズリーグ2015では5年ぶりの優勝を果たし、クラブワールドカップへの5年ぶりの出場を決めた。

## タイトル

### 国内タイトル
- リーグ:19回

1966, 1967, 1969, 1976, 1987, 2000, 2001, 2006, 2007, 2009, 2011, 2012, 2013, 2014, 2016-2017, 2018-2019, 2019-20, 2020-21
- カップ:5回

1966, 1967, 1976, 1979, 2000
- スーパーカップ:3回

2013, 2014, 2016

### 国際タイトル
- CAFチャンピオンズリーグ:5回

1967, 1968, 2009, 2010, 2015
- CAFスーパーカップ:3回

2010, 2011, 2016
- アフリカンカップウィナーズカップ:1回

1980

## 現所属メンバー
2016年1月20日 時点
注：選手の国籍表記はFIFAの定めた代表資格ルールに基づく。
| No. | Pos. |                  | 選手名                   |
| --- | ---- | ---------------- | ------------------------ |
| 1   | GK   | マリ共和国       | イブラヒム・ムンコロ     |
| 2   | DF   | コンゴ民主共和国 | ジョエル・キムワキ       |
| 3   | DF   | コンゴ民主共和国 | ジェーン・カススラ       |
| 4   | DF   | コンゴ民主共和国 | ミキス・ミナ             |
| 5   | DF   | コンゴ民主共和国 | パティチ・オネディカ     |
| 6   | DF   | マリ共和国       | サリフ・クリバリー       |
| 7   | FW   | コートジボワール | ロジェール・アサレ       |
| 10  | FW   | ザンビア         | ギベン・シングルマ       |
| 11  | FW   | マリ共和国       | アダム・トラオーレ       |
| 12  | FW   | ザンビア         | アリ・サディク           |
| 13  | MF   | マラウイ         | ジョセフ・カムウェンド   |
| 14  | DF   | ザンビア         | カバソ・チョンゴ         |
| 15  | FW   | タンザニア       | ムブワナ・サマタ         |
| 16  | MF   | コートジボワール | クリスチャン・コッフィー |
| 17  | MF   | コンゴ民主共和国 | ジョナサン・ボーリンギー |

| No. | Pos. |                  | 選手名                         |
| --- | ---- | ---------------- | ------------------------------ |
| 18  | MF   | ザンビア         | レインフォード・カラバ         |
| 19  | MF   | ガーナ           | ダニエル・アジェイ             |
| 20  | FW   | ガーナ           | ソロモン・アサンテ             |
| 21  | GK   | コンゴ民主共和国 | アイメ・バクラ                 |
| 22  | GK   | コートジボワール | シルヴァン・グボウオ           |
| 23  | MF   | ガーナ           | グラッドソン・アワコ           |
| 24  | DF   | ガーナ           | ヤウ・フリムポング             |
| 25  | FW   | マリ共和国       | チェイバネ・トラオーレ         |
| 26  | MF   | コンゴ民主共和国 | パトリック・ロンゴ             |
| 27  | DF   | ガーナ           | リチャード・キッシーボアテング |
| 28  | FW   | タンザニア       | トーマス・ウリムウェング       |
| 30  | MF   | コンゴ民主共和国 | ヤンニック・ツシル             |
| 32  | FW   | コンゴ民主共和国 | ロベルト・ムベル               |
| 33  | FW   | マリ共和国       | オウスマネ・キッシー           |

監督
- ドラガン・ツヴェトコヴィッチ（英語版）

## 歴代監督
- ラミネ・エンディアエ 2010-2013
- パトリス・カルトロン 2013-2016
- ティエリー・フロジェ 2017
- ミハヨ・カゼムベ 2017-2020

## 歴代所属選手
- ムワンバ・カザディ
- ティシメン・ブワンガ
- ムテバ・キディアバ 2002-
- ディウメルシ・ムボカニ 2005-2007
- ディオコ・カルイトゥカ 2007-2011
- トレゾール・ムプートゥ 2003-2014
- ギベン・シングルマ 2009-2013